# Droit tuvaluan
Le droit tuvaluan est le droit applicable aux Tuvalu. 

## Sources du droit tuvaluan
Le système légal se fonde sur :
- depuis 1978, la Constitution de 1978 suivie par la Constitution 1986, et les lois du Parlement ;
- les ordonnances de la colonie des îles Gilbert et Ellice et celles de la colonie de Tuvalu, faite avant 1978 ;
- les lois d'application générale en vigueur en Angleterre le 1er janvier 1961 et la substance de la common law anglaise et des doctrines de l’équité, modifiée ou adaptée par les tribunaux dans leur juridictions civile et pénale en fonction des circonstances locales[2],
- les principes exprimant les valeurs, la culture et les traditions du Tuvalu exprimés dans le Préambule de la Constitution de 1986,
- les coutumes et traditions tuvaluannes en ce qui concerne la terre, les successions et l’adoption, largement codifiée dans la Lands Ordinance et le Lands Code de 1956. Selon la juriste Eselealofa Apinelu, cette tradition aborde la loi et la résolution de conflits de manière collective, ce qui peut entrer en tension avec l'approche des droits humains individuels[3].

## Organisation juridictionnelle

### Organisation principale

#### Tribunaux insulaires
Les tribunaux insulaires ont juridiction sur la totalité de l'île sur laquelle ils sont établis ainsi que sur les eaux adjacentes. Leur compétence s'étend aux matières suivantes :
- les requêtes pour les divorces ou les procédures associées à la Native Divorce Ordinance dès lors que les deux parties sont domiciliés aux Tuvalu ;
- les plaintes en matière contractuelle pour les sommes inférieures à 60 dollars ;
- les requêtes pour maintenance d'après la Maintenance (Miscellaneous Provisions) Ordinance ; et
- les requêtes faites en vertu de la Custody of Children Ordinance.

Les infractions pénales tombant sous la juridiction pénale des tribunaux insulaires sont listées au Schedule 2 de l’Island Courts Act. De plus, la Cour a juridiction sur les infractions dont la peine ne dépasse pas 100 dollars et/ou ne dépasse pas les six mois d'emprisonnement.

#### Magistrates' Courts
Les Magistrats' Courts ont juridiction pour prendre connaissance des affaires civiles dont les sommes impliquées ne dépasse pas 10 000 dollars.
Un haut magistrat peut rendre des ordonnances d'adoption et a compétence pour entendre les appels des autres Magistrates' Courts de plein droit dans toutes les affaires civiles et pénales, autres que les ordonnances rendues ex parte, par consentement, ou quant aux dépens seulement. Dans ces cas, une autorisation spéciale de la première instance ou de la cour d'appel est nécessaire.
La Cour des hauts magistrats a également compétence pour entendre les appels du comité d'appel de la terre natale (Lands Courts Appeal Panel). Elle peut statuer sur une question de droit qui lui est soumise par voie d'exposé par un magistrat.
Les Magistrates' Courts peuvent entendre les appels des tribunaux insulaires en matière de divorce ou toute matière civile dont le montant excède les 10 dollars. Elles ont le pouvoir de réviser les affaires des tribunaux insulaires en matière civile ou pénale à la demande de l'un des parties ou de son propre chef.
La juridiction criminelle des Cours de haut magistrats diffère de celles des Magistrates' Courts normales (lesquelles ont une juridiction sommaire). Elles peuvent prendre connaissances des affaires :
- lorsque la peine correspondant à l'infraction n'excède pas 14 ans de prisons, une amende, ou une telle période d'emprisonnement accompagné d'une amende.
- lorsque la juridiction lui a été confiée expressément.

La peine maximale qui peut être prononcée par une Cour de haut magistrats est de 5 ans d'emprisonnement, une peine de 1 000 dollars ou les deux.
Les autres magistrates' courts ont une juridiction plus limitée :
- lorsque la peine correspondant à l'infraction n'excède pas 1 an, une amende de 200 dollars, ou les deux ;
- lorsque la juridiction lui a été confiée expressément.

Les Magistrats' Courts sont la juridiction d'appel des décisions des tribunaux insulaires présent dans le même district qu'elles.

#### Haute Cour
La Haute Cour a une juridiction originale illimitée en matière civile et pénale.
Elle peut entendre les appels de toutes décisions prises par les senior magistrate’s courts, autres que les ordonnances prises ex parte, par consentement ou du fait de leur coût. Dans ces instances, une autorisation spéciale de la Cour de première instance ou de la Cour d'appel est nécessaire.
Elle peut entendre les pourvois formés contre les appels des décisions rendues initialement par le comité d'appel des terres natales.

#### Cour d'appel
La Cour d'appel peut prendre connaissance, de droit, des appels en matière civil de la Haute Cour, sauf certaines situations où une autorisation est requise :
- lorsqu'une ordonnance fut prise par consentement,
- lorsqu'une ordonnance ou un jugement est intermédiaire.

Il n’est pas possible d'interjeter appel d'une décision étendant la période pendant laquelle il est possible d'interjeter appel, d'une ordonnance donnant une autorisation inconditionnel de se défendre, et d'une décision de la Haute Cour dont la loi prévoit qu'elle ne peut faire l'objet d'un recours.
En matière pénale, la Cour peut de droit recevoir les appels des décisions de la Haute Cour.

#### Conseil privé
Le Conseil privé a juridiction pour entendre les appels transmis par la Cour d'appel avec son autorisation dans les domaines suivants :
- les situations prévues à l'article 136(1) de la Constitution, c'est-à-dire :
  - une décision définitive sur une question d'interprétation ou d'application de la Constitution,
  - une décision définitive sur une procédure visant à l'application des dispositions concernant les droits fondamentaux prévues dans la Partie II de la Constitution,
  - une décision finale ou intermédiaire dans toutes les affaires que la Cour d'appel considère comme étant d'importance générale ou publique ou qui doit être soumise au Conseil privé ;
- toutes affaires civiles impliquant une somme de 2 000 dollars ou plus ; ou
- toute procédure concernant la dissolution ou la nullité du mariage.

## Sources

## Compléments